# Maren Haugli

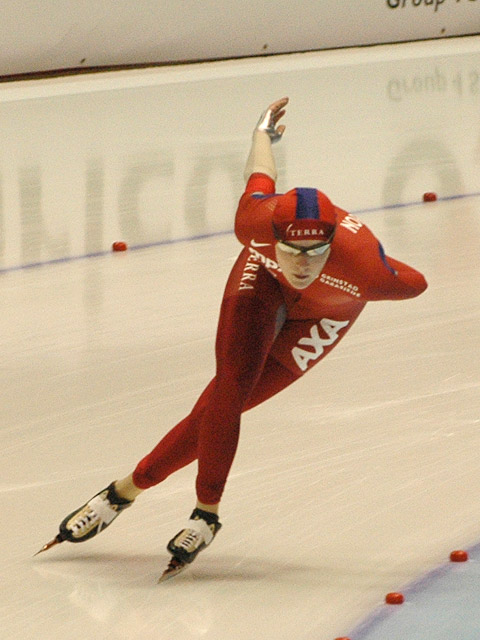
Maren Haugli bei der Weltmeisterschaft 2007 in Heerenveen

Maren Haugli (* 3. März 1985 in Jevnaker) ist eine norwegische Eisschnellläuferin. Die siebenfache norwegische Meisterin ist eine auf die Langstrecken spezialisierte Allrounderin.
Maren Haugli debütierte im November 2003 beim Weltcup in Hamar. Seit der Saison 2005/06 gehört sie zur erweiterten Weltspitze und erreichte mit dem dritten Platz beim Weltcuprennen im März 2006 in Heerenveen ihre bislang beste Platzierung in einem Weltcuprennen. Bei den Mehrkampfweltmeisterschaften des Jahres erreichte sie einen guten fünften Rang.
Haugli startet für den Verein Jevnaker IF und wurde vom US-amerikanischen Startrainer Peter Mueller trainiert. Nach jahrelangen Spannungen zwischen Haugli und Mueller lösten sich Maren Haugli und ihr Bruder Sverre Haugli aus der Trainingsgruppe. Im November 2009 führte eine Anzeige von Maren Haugli wegen sexistischer Bemerkungen beim norwegischen Verband führten zur Entlassung von Peter Mueller.
Sie ist Enkelin von Sverre Ingolf Haugli. Haugli ist Athletenbotschafterin der Entwicklungshilfeorganisation Right to Play.